# Rapatriement des Cosaques après la Seconde Guerre mondiale
Pour les articles homonymes, voir Rapatriement.
Le rapatriement des cosaques s'est produit lorsque les Cosaques, les Russes ethniques et les Ukrainiens opposés à l'Union soviétique, ont été remis par les forces britanniques et américaines à l'URSS après la Seconde Guerre mondiale. Les rapatriements sont convenus lors de la Conférence de Yalta ; Joseph Staline affirma que les rapatriés étaient des citoyens soviétiques depuis 1939, bien que beaucoup d'entre eux aient quitté la Russie avant ou peu après la fin de la guerre civile russe ou soient nés à l'étranger.
La plupart de ces Cosaques et Russes ont combattu les Alliés, en particulier les Soviétiques, au service des puissances de l'Axe, en particulier de l'Allemagne nazie, mais les rapatriements comprenaient également des civils non combattants,. Le général Poliakov et le colonel Chereshneff l'appelaient le « massacre des cosaques à Lienz »,.

## Contexte
Pendant la guerre civile russe (1917-1923), les dirigeants cosaques et leurs gouvernements se rangent généralement du côté du mouvement blanc. En conséquence, la majorité des soldats cosaques sont mobilisés contre l'Armée rouge.
Alors que les Soviétiques sortent victorieux de la guerre civile, de nombreux vétérans cosaques, craignant les représailles et la politique de décosaquisation des bolcheviks, fuient à l'étranger vers des pays d'Europe centrale et occidentale. En exil, ils formeront leurs propres organisations anticommunistes ou rejoindront d'autres groupes d'émigrés russes tels que l'Union militaire russe (ROVS).
Les Cosaques restés en Russie ont subi plus d'une décennie de répression continuelle, par exemple, le partage des terres des hôtes Terek, Oural et Semirechye, l'assimilation culturelle forcée et la répression de l'Église orthodoxe russe, la déportation et, finalement, la famine soviétique de 1932-1933. Les répressions ont cessé et certains privilèges restaurés après la publication Le Don paisible (1934) de Mikhail Sholokhov.

## Seconde Guerre mondiale
Après l'invasion allemande de l'Union soviétique le 22 juin 1941, plusieurs dirigeants cosaques anticommunistes, dont l'ataman du Kouban Naoumenko, l'ataman du Terek Vdovenko, l'ancien ataman du Don Piotr Krasnov et le président du Centre national cosaque Vassili Glazkov, ont tous salué publiquement la campagne allemande. Malgré cette vague de soutien, Hitler et d'autres hauts responsables refusent d'abord aux émigrés cosaques de jouer un rôle militaire ou politique dans la guerre contre l'URSS. Ce n'est qu'en 1942 que l'Ostministerium commence à employer ouvertement des émigrés cosaques à des fins de propagande et d'administration.
Tandis que les hauts responsables nazis demeuraient septiques vis-à-vis des cosaques anticommunistes, certains commandants de terrain de la Wehrmacht avaient utilisé des transfuges cosaques de l'Armée rouge depuis l'été 1941. Au début de 1943, la plupart des unités cosaques combattant avec l'armée allemande sont regroupées dans la 1re division de cavalerie cosaque sous le commandement du général Helmuth von Pannwitz. Plus tard cette année-là, la division cosaque est déployée en Yougoslavie occupée pour combattre les partisans de Tito. À la fin de 1944, la division est incorporée dans la Waffen-SS et agrandie dans le 15e corps de cavalerie cosaque.
Un autre groupe cosaque dont le sort devint lié à celui des Allemands se composait d'environ 25 000 réfugiés et irréguliers cosaques ayant évacué le Caucase du Nord aux côtés de la Wehrmacht en 1943. Ce groupe, connu sous le nom de « Cossatchi Stan » migra entre l'Ukraine du Sud, Navahroudak (Biélorussie), Tolmezzo (Italie) et fut contraint de se retirer à Lienz en Autriche occupée par les Alliés, à la fin de la guerre.

## Conférences de Yalta et de Téhéran

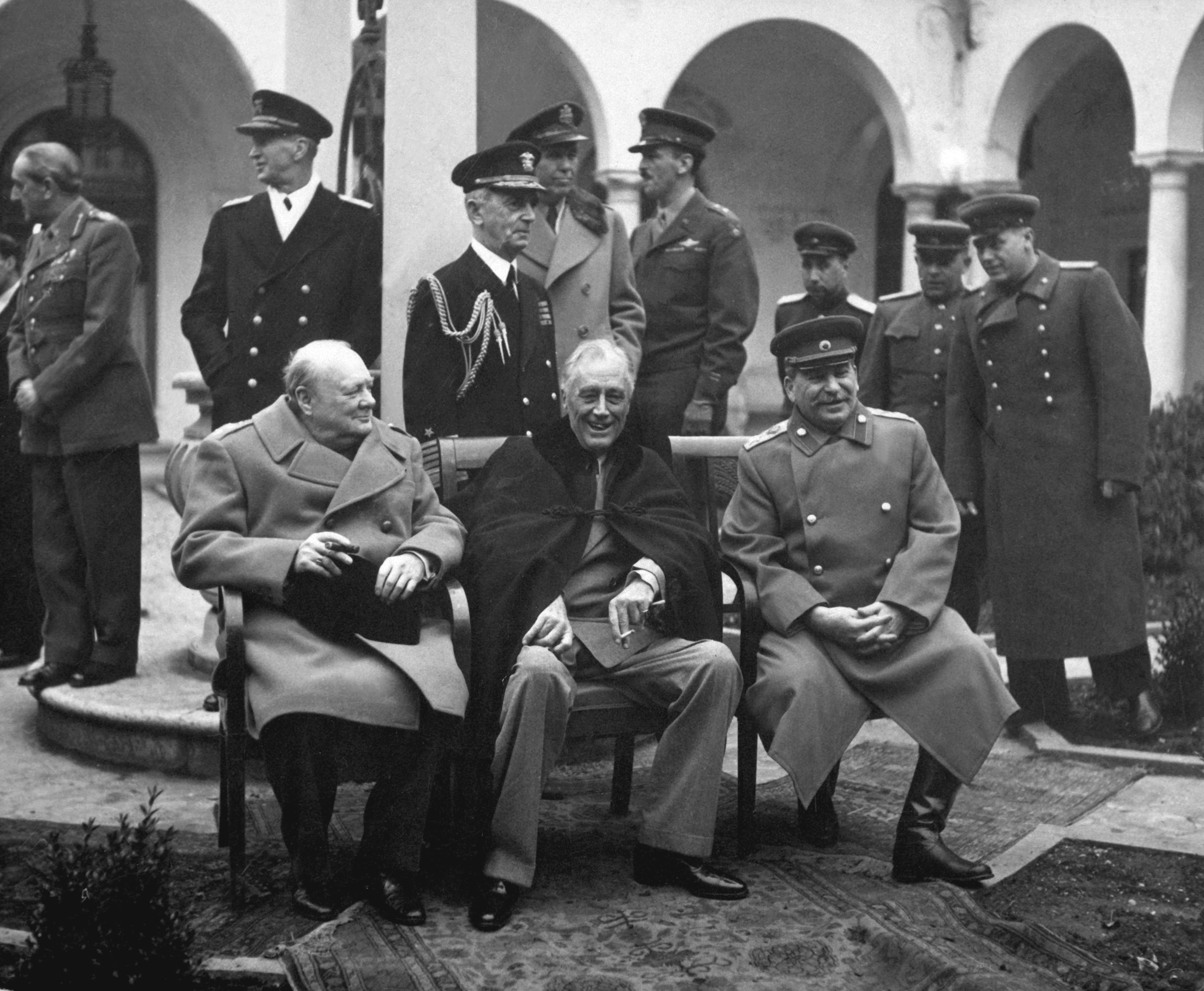
Les trois grands dirigeants alliés lors de la conférence de Yalta en 1945. De gauche à droite : Winston Churchill, Franklin D. Roosevelt et Joseph Staline.

Les accords des conférences de Yalta et de Téhéran, signés par le président américain Roosevelt, le Premier ministre soviétique Staline et le Premier ministre britannique Churchill, ont déterminé le sort des Cosaques qui ne se sont pas battus pour l'URSS, car beaucoup étaient des prisonniers de guerre des nazis. Staline obtint l'accord des Alliés pour le rapatriement de tout citoyen soi-disant « soviétique » détenu parce que les dirigeants alliés craignaient que les Soviétiques ne retardent ou refusent le rapatriement des prisonniers de guerre alliés que l'Armée rouge avait libérés des camps de prisonniers de guerre nazis.
C'est dans le cadre de la volonté de rester en bons termes avec Staline que, selon Edward Peterson, les Etats-Unis ont choisi de remettre plusieurs centaines de milliers de prisonniers allemands à l'Union soviétique en mai 1945 en « geste d'amitié».
Bien que l'accord pour la déportation de tous les citoyens « soviétiques » n'inclue pas les émigrés russes blancs qui avaient fui pendant la révolution bolchevique avant l'établissement de l'URSS, tous les prisonniers de guerre cosaques ont ensuite été exigés. Après Yalta, Churchill interrogea Staline : « les Cosaques et d'autres minorités se sont-ils battus contre nous ? » Staline répondit : « Ils se sont battus avec férocité, pour ne pas dire avec sauvagerie, pour les Allemands ».
En 1944, le général Krasnov et d'autres dirigeants cosaques avaient persuadé Hitler d'autoriser les troupes cosaques, ainsi que les civils et les cosaques non combattants, à s'installer de façon permanente dans la Carnia, peu peuplée, dans les Alpes. Les Cosaques s'y sont installés et ont établi des garnisons et des colonies, réquisitionnant des maisons en expulsant les habitants, avec plusieurs Stanitsas et postes, leur administration, leurs églises, leurs écoles et leurs unités militaires. Ils ont combattu les partisans et persécuté la population locale, commettant de nombreuses atrocités. Les mesures consistant à chasser les habitants italiens de la région de leurs maisons et à prendre des mesures sévères pour ne pas permettre aux partisans des collines de « passer vivants » dans la région conduisent les Italiens à utiliser l'épithète « Cosaques barbares ».
Lorsque les Alliés progressent de l'Italie centrale aux Alpes italiennes, les partisans italiens du général Contini ordonne aux Cosaques de quitter Carnia et de se diriger vers le nord en Autriche. Près de Lienz, l'armée britannique internent les Cosaques dans un camp établi à la hâte. Pendant quelques jours, les Britanniques leur fournissent de la nourriture ; pendant ce temps, les unités avancées de l'Armée rouge se rapprochent à quelques kilomètres à l'est, avançant rapidement pour rencontrer les Alliés. Le 28 mai 1945, les Britanniques transportent 2 046 officiers et généraux cosaques désarmés, dont les généraux de cavalerie Piotr Krasnov et Andreï Chkouro, dans une ville voisine tenue par l'Armée rouge et les remettent au général commandant de l'Armée rouge, ordonnant qu'ils soient jugés pour trahison. De nombreux dirigeants cosaques n'avaient jamais été citoyens de l'Union soviétique, ayant fui la Russie révolutionnaire en 1920; conséquent, ils réfutent tout accusation de trahison. Certains seront exécutés immédiatement. Des officiers de haut rang sont jugés à Moscou, puis exécutés. Le 17 janvier 1947, Krasnov et Shkuro sont pendus sur une place publique. Le général Helmuth von Pannwitz de la Wehrmacht, qui a joué un rôle déterminant dans la formation et la direction des Cosaques recrutés dans les camps de prisonniers de guerre nazis pour combattre l'URSS, a décidé de partager le rapatriement soviétique des Cosaques et a été exécuté pour crimes de guerre, avec cinq généraux et atamans cosaques à Moscou en 1947.
Le 1er juin 1945, les Britanniques placent 32 000 Cosaques (avec leurs femmes et leurs enfants) dans des trains et des camions et les livrent à l'Armée rouge pour rapatriement en URSS; des rapatriements similaires auront lieu cette année-là dans les zones d'occupation américaines en Autriche et en Allemagne. La plupart des Cosaques sont déportés dans les Goulags de l'extrême nord de la Russie et de la Sibérie, et beaucoup mourront en détention ; certains, cependant, s'échapperont, et d'autres vivront jusqu'à l' amnistie de Nikita Khrouchtchev au cours de sa politique de déstalinisation. Au total, quelque deux millions de personnes sont rapatriées en URSS à la fin de la Seconde Guerre mondiale.

## Lienz
Le 28 mai 1945, l'armée britannique arrive au camp Peggetz, à Lienz, où se trouvent 2 479 cosaques, dont 2 201 officiers et soldats. À la suite d'une importante conférence avec des officiels britanniques, les Cosaques sont informés de leur transfert à Lienz vers 18 h 00 ce soir-là. Face à l’inquiétude de certains, les Britanniques les rassurent que tout est en ordre. Un officier britannique annonce aux Cosaques : « Je vous assure, sur ma parole d'honneur en tant qu'officier britannique, que vous assistez juste à une conférence». À ce moment-là, les relations entre les Anglais et les Cosaques deviennent amicales au point que beaucoup développent des sentiments l'un pour l'autre. Le rapatriement des Cosaques de Lienz demeure exceptionnel, car les Cosaques ont résisté avec force à leur rapatriement vers l'URSS ; l'un des leurs note : « le NKVD ou la Gestapo nous auraient tués à coups de matraque, les Britanniques l'ont fait avec leur parole d'honneur. Julius Epstein décrit la scène :

« Le premier à se suicider, par pendaison, est l'éditeur cosaque Evgenij Tarruski ; il est suivi par le général Silkin... Les Cosaques refusent de monter à bord des camions. Les soldats britanniques armés commencent à utiliser leurs gourdins, visant la tête des prisonniers, traînant les hommes hors de la foule et les jetant dans les camions. Les hommes voulant fuir sont battus et remis avec force à bord. Les réticents sont frappés par les Britanniques à coups de crosse de fusil jusqu'à ce qu'ils tombent inconscients, et les jettent, comme des sacs de pommes de terre, dans les camions. »

Les Britanniques transportent les Cosaques dans une prison où ils sont remis aux Soviétiques en attente. Dans la ville de Tristach, en Autriche, un mémorial commémore le général von Pannwitz et les soldats du XVe corps de cavalerie cosaque SS, tués au combat ou sont morts en tant que prisonniers de guerre.

## Autres rapatriements

### Judenburg, Autriche
Les 1er et 2 juin, 18 000 cosaques sont remis aux Soviétiques près de la ville de Judenburg, en Autriche ; parmi les personnes détenues, une dizaine d'officiers et 50 à 60 cosaques échappent au cordon des gardes avec des grenades à main et se cachent dans un bois voisin.

### Près de Graz, Autriche
Les cosaques russes du XVe corps de cavalerie cosaque, stationnés en Yougoslavie depuis 1943, faisaient partie de la colonne dirigée vers l'Autriche participant aux rapatriements de Bleiburg, et on estime qu'ils se comptent par milliers. Nikolaï Tolstoï cite un télégramme du général Harold Alexander, envoyé aux chefs d'état-major combinés, notant « 50 000 cosaques dont 11 000 femmes, enfants et vieillards». À un endroit près de Graz, les forces britanniques rapatrièrent environ 40 000 Cosaques à la SMERSH.

### Fort Dix, New Jersey, États-Unis
Bien que les rapatriements aient eu lieu principalement en Europe, 154 Cosaques sont rapatriés en URSS depuis Fort Dix, dans le New Jersey ; trois se suicident aux États-Unis et sept sont blessés,.

### Marseille, France
Les Cosaques sont inclus dans plusieurs centaines de personnes rapatriés en Union soviétique depuis Marseille en 1946.

### Rimini et Bologne, Italie
Plusieurs centaines de Cosaques sont rapatriés en Union soviétique depuis des camps proches de Venise en 1947. Une centaine de Cosaques périrent en résistance aux rapatriements forcés à Rimini et à Bologne.

### Liverpool, Angleterre
Des milliers de Russes, dont beaucoup de Cosaques, sont transportés au plus fort des hostilités armées en 1944 à Mourmansk dans une opération qui conduira également au naufrage du cuirassé allemand Tirpitz.

## Conséquences
Les officiers cosaques, plus politiquement conscients que les hommes du rang, s'attendaient à ce que le rapatriement en URSS soit leur destin ultime. Ils pensaient que les Britanniques auraient sympathisé avec leur anticommunisme, mais ignoraient que leur sort avait été décidé lors de la Conférence de Yalta. En découvrant leurs rapatriements, beaucoup se sont échappés, certains probablement aidés par leurs ravisseurs alliés; certains ont résisté passivement, et d'autres se sont suicidés.
Parmi ces Cosaques ayant échappé au rapatriement, beaucoup ont fui dans les forêts et les montagnes, certains cachés par la population allemande locale. La plupart ont vécu sous différentes identités comme Ukrainiens, Lettons, Polonais, Yougoslaves, Turcs, Arméniens et même Éthiopiens. Finalement, ils ont été admis dans des camps de personnes déplacées sous des noms et nationalités d'emprunt ; beaucoup ont émigré aux États-Unis conformément au Displaced Persons Act (en). D'autres ont rejoint l'Allemagne, l'Autriche, la France ou l'Italie. La plupart des Cosaques ont caché leur véritable identité nationale jusqu'à la dislocation de l'URSS à la fin de 1991.

### Amnistie
Après la mort de Staline en 1953, une amnistie partielle est accordée à certains détenus des camps de travail le 27 mars 1953 avec la fin du système du Goulag, puis prolongée le 17 septembre 1955. Certains crimes politiques spécifiques ont été omis de l'amnistie : les personnes condamnées en vertu de l'article 58.1(c) du Code pénal, stipulant qu'en cas de fuite d'un militaire de Russie, chaque membre adulte de sa famille qui a encouragé l'évasion ou qui en a eu connaissance encourt cinq à dix ans d'emprisonnement ; toute personne à charge qui ne connaîtrait pas l'évasion encourt un exil en Sibérie de cinq ans.

## Dans la fiction

### Référence dans le filmGoldenEye
L'intrigue du film de James Bond GoldenEye (1995) implique le ressentiment du méchant Alec Trevelyan (joué par Sean Bean), connu sous le nom de « Janus », le fils de « Lienz Cossacks ». Janus complote la destruction de l'économie britannique à cause de « la trahison britannique et les escadrons d'exécution de Staline », ce dernier dont lui et sa famille avaient survécu, mais, tourmenté par la culpabilité du survivant, son père tue finalement sa femme, puis lui-même, laissant Alec orphelin. D'après Bond (joué par Pierce Brosnan) le rapatriement « n'est pas exactement notre plus belle heure », bien que le patron de la mafia russe Valentin Zukovsky (joué par Robbie Coltrane), répond que les Cosaques « impitoyables ont obtenu ce qu'ils méritaient »,.

### Télévision
Ces événements fournissent le contexte historique de l'épisode de Foyle's War, « The Russian House ».

### Lectures complémentaires
- Catherine Andreyev (1987). Vlasov and the Russian Liberation Movement: Soviet Reality and Émigré Theories. Cambridge: Cambridge University Press;  (ISBN 0-521-30545-4).
- Brent Mueggenberg (2019). The Cossack Struggle Against Communism, 1917 - 1945 Jefferson: McFarland & Company;  (ISBN 978-1-4766-7948-8)
- Nikolai Tolstoy (1978). The Secret Betrayal. New York: Charles Scribner's Sons;  (ISBN 0-684-15635-0).
- Nikolai Tolstoy (1981). Stalin's Secret War. London: Jonathan Cape;  (ISBN 0-224-01665-2).
- John Ure (2002). The Cossacks: An Illustrated History. London: Gerald Duckworth;  (ISBN 0-7156-3253-1).
- Samuel J. Newland (1991). Cossacks in the German Army 1941–1945, London: Franc Cass;  (ISBN 0-7146-3351-8).
- Ian Mitchell (1997). The cost of a reputation. Lagavulin: Topical Books;  (ISBN 0-9531581-0-1).
- Józef Mackiewicz (1993). Kontra. London: Kontra;  (ISBN 0-907652-30-1).
- Harald Stadler/Martin Kofler/Karl C.Berger (2005). Flucht in die Hoffnungslosigkeit-Die Kosaken in Osttirol. Innsbruck;  (ISBN 3-7065-4152-1) (in German)